# Theoni V. Aldredge
Theoni V. Aldredge, née Theóni Athanasíou-Vachlióti (en grec : Θεώνη Αθανασίου-Βαχλιώτη) le 22 août 1922 à Thessalonique (Grèce), morte le 21 janvier 2011 à Stamford (Connecticut), est une costumière de théâtre, de cinéma et de télévision d'origine grecque, naturalisée américaine.

## Biographie
Après des premières études à Athènes (Grèce), elle s'établit dans sa jeunesse aux États-Unis, où elle poursuit notamment sa formation au Goodman Theatre de Chicago (Illinois). En 1953, elle épouse l'acteur américain Tom Aldredge (1928-2011). Aussi est-elle connue sous le nom de Theoni V. Aldredge (bien que parfois créditée Denny Vachlioti — ou avec une orthographe avoisinante — au cinéma).
En 1959, elle débute à Broadway (New York) une carrière de costumière de théâtre qui s'achève là en 2001. Pour sa première contribution (la pièce Doux Oiseau de jeunesse de Tennessee Williams, jouée jusqu'en 1960), elle habille Geraldine Page, qu'elle retrouvera à plusieurs reprises — tout comme Julie Harris, à partir de 1964, entre autres —. Parmi les nombreuses pièces et comédies musicales auxquelles elle collabore pour les scènes new-yorkaises (voir la rubrique "Théâtre" ci-dessous), mentionnons la comédie musicale A Chorus Line, créée à Broadway en 1975 et jouée 6 137 fois jusqu'en 1990, sans interruption (de 2006 à 2008, cette production est reprise 759 fois à Broadway). Et signalons la pièce Fleur de cactus de Pierre Barillet et Jean-Pierre Grédy, dont l'adaptation sous le titre Cactus Flower, créée en 1965, connaîtra 1 234 représentations jusqu'en 1968. Notons encore que pour sa première comédie musicale — The Nervous Set, en 1959 —, elle habille son époux Tom Aldredge (puis à deux reprises, toujours à Broadway, en 1966 et 1972).
Theoni V. Aldredge est également costumière au cinéma et contribue à quarante-deux films, de 1955 à 1999 ; en particulier, elle travaille cinq fois avec le réalisateur Jules Dassin (voir la filmographie ci-dessous). Observons qu'elle retrouve Dassin à Broadway en 1967, à l'occasion de la comédie musicale Illya Darling (en) — représentée 320 fois jusqu'en 1968 —, adaptation par le réalisateur de son film Jamais le dimanche, sorti en 1960 (le premier des cinq auxquels la costumière a collaboré) ; dans les deux cas, elle habille Melina Mercouri.
Pour la télévision, elle participe à sept téléfilms et à trois séries, entre 1971 et 1995.
Au long de sa carrière, dans la catégorie des meilleurs costumes, Theoni V. Aldredge gagne trois Tony Awards (elle aura douze autres nominations), cinq Drama Desk Awards (s'y ajoutent quatre nominations), un Oscar (elle recevra deux autres nominations) et un British Academy Film Award — voir la rubrique "Récompenses" ci-après —. Relevons ici qu'elle gagne un Tony Award pour la comédie musicale Annie (créée à Broadway en 1977, jouée 2 777 fois jusqu'en 1983) et qu'elle sera à nouveau costumière de l'adaptation au cinéma, réalisée par John Huston en 1982.

## Théâtre (à Broadway)
Sous cette rubrique, ne sont pas mentionnées les nombreuses autres collaborations de Theoni V. Aldredge, entre 1961 et 2001, au théâtre "Off-Broadway". 

### Pièces
- 1959 : Flowering Cherry de Robert Bolt, avec Wendy Hiller, Eric Portman
- 1959-1960 : Doux Oiseau de jeunesse (Sweet Bird of Youth) de Tennessee Williams, musique de scène de Paul Bowles, mise en scène d'Elia Kazan, avec Sidney Blackmer, Paul Newman, Geraldine Page, Bruce Dern, Rip Torn (costumes de Geraldine Page) (adaptée au cinéma en 1962)
- 1959-1960 : Silent Night, Lonely Night de Robert Anderson, mise en scène de Peter Glenville, avec Barbara Bel Geddes, Henry Fonda
- 1960 : A Distant Bell de Katherine Morrill, avec Andrew Prine, Martha Scott
- 1960-1961 : The Best Man de Gore Vidal, avec Melvyn Douglas, Frank Lovejoy, Lee Tracy (adaptée au cinéma en 1964)
- 1961 : L'Avocat du diable (The Devil's Advocate), d'après le roman homonyme de Morris West, adaptation, production et mise en scène de Dore Schary, avec Eduardo Ciannelli, Leo Genn, Sam Levene, Edward Mulhare
- 1961 : La Promesse de l'aube (First Love), adaptation de Samuel Taylor, d'après le roman homonyme de Romain Gary, mise en scène d'Alfred Lunt
- 1961-1964 : Mary, Mary de Jean Kerr, décors d'Oliver Smith, avec Barbara Bel Geddes, Barry Nelson, Michael Rennie, John Cromwell
- 1962-1963 : Tchin-Tchin de François Billetdoux, adaptation de Sidney Michaels, mise en scène de Peter Glenville, avec Margaret Leighton, Anthony Quinn, Sandy Baron, Charles Grodin
- 1963 : L'Étrange Intermède (Strange Interlude) d'Eugene O'Neill, mise en scène de José Quintero, avec Betty Field, Jane Fonda, Ben Gazzara, Pat Hingle, Geoffrey Horne, Geraldine Page, William Prince, Franchot Tone (costumes de Geraldine Page)
- 1964 : Les Trois Sœurs (The Three Sisters) d'Anton Tchekhov, adaptation de Randall Jarrell, mise en scène de Lee Strasberg, avec Luther Adler, Robert Loggia, Geraldine Page
- 1964 : Un amour qui ne finit pas (P.S. I love you) d'André Roussin, adaptation de Lawrence Roman, décors et costumes de Raoul Pène Du Bois, avec Geraldine Page (costumes de celle-ci)
- 1964-1965 : Poor Richard de Jean Kerr, décors d'Oliver Smith, avec Alan Bates, Gene Hackman
- 1964-1965 : Ready when you are, C.B. ! de Susan Slade, avec Julie Harris, Lou Antonio, Estelle Parsons
- 1964-1966 : Any Wednesday de Muriel Resnik, avec Sandy Dennis, Gene Hackman
- 1964-1967 : Luv de Murray Schisgal, mise en scène de Mike Nichols, décors d'Oliver Smith, avec Alan Arkin, Eli Wallach
- 1965 : Minor Miracle d'Al Morgan, avec Dennis King, Lee Tracy
- 1965-1966 : The Playroom de Mary Drayton, avec Bonnie Bedelia, Karen Black, Tom Helmore
- 1965-1968 : Fleur de cactus (Cactus Flower) de Pierre Barillet et Jean-Pierre Grédy, adaptation et mise en scène d'Abe Burrows, décors d'Oliver Smith, avec Lauren Bacall, Barry Nelson
- 1966 : UTBU de James Kirkwood Jr., mise en scène de Nancy Walker, avec Tom Aldredge, Margaret Hamilton, Thelma Ritter
- 1966 : First one asleep, whistle d'Oliver Hailey, mise en scène de John Berry, avec Sam Waterston en remplacement
- 1966 : Happily never after de J.A. Ross, avec Barbara Barrie, Karen Black
- 1966-1967 : A Delicate Balance d'Edward Albee, mise en scène d'Alan Schneider, avec Hume Cronyn, Jessica Tandy (adaptée au cinéma en 1973)
- 1967-1969 : You know I can't hear you when the Water's running, ensemble de quatre pièces en un acte de Robert Anderson, mise en scène d'Alan Schneider, avec Martin Balsam, Melinda Dillon, George Grizzard, Eileen Heckart
- 1967 : That Summer - That Fall de Frank D. Gilroy, avec Richard S. Castellano, Tyne Daly, Irène Papas, Jon Voight
- 1967 : Little Murders de Jules Feiffer, avec Barbara Cook, Elliott Gould
- 1967 : Daphne in Cottage D de Stephen Levi, avec William Daniels, Sandy Dennis
- 1967 : The Trial of Lee Harvey Oswald (en) d'Amram Ducovny et Leon Friedman
- 1968 : Before You Go (en) de Lawrence Holofcener
- 1968 : I never sang for my Father de Robert Anderson, mise en scène d'Alan Schneider, avec Lillian Gish, Hal Holbrook, Alan Webb, Teresa Wright (adaptée au cinéma en 1970)
- 1968 : Portrait of a Queen de William Francis, avec Dennis King
- 1968 : Weekend de Gore Vidal, décors d'Oliver Smith, avec John Forsythe, Kim Hunter
- 1968 : The Only Game in Town de Frank D. Gilroy, mise en scène de Barry Nelson, avec Leo Genn, Tammy Grimes, Barry Nelson
- 1968 : Le Roi Lear (King Lear) de William Shakespeare, avec René Auberjonois, Philip Bosco, Lee J. Cobb, Stacy Keach
- 1969 : A Way of Life de Murray Schisgal, avec Melinda Dillon, Bob Dishy, Lou Jacobi, Estelle Parsons
- 1969 : The Gingham Dog de Lanford Wilson, mise en scène d'Alan Schneider, avec Karen Grassle, George Grizzard
- 1971 : The Incomparable Max de Jerome Lawrence et Robert E. Lee, avec Richard Kiley, Clive Revill, Martyn Green
- 1972 : The Sign in Sidney Brustein's Window, adaptation de Robert Nemiroff et Charlotte Zaltzberg, d'après un roman de Lorraine Hansberry, mise en scène d'Alan Schneider, avec William Atherton
- 1972 : Sticks and Bones de David Rabe (en), mise en scène de Jeff Bleckner, avec Tom Aldredge, Charles Siebert, Elizabeth Wilson
- 1972 : Voices de Richard Lortz, mise en scène de Gilbert Cates, avec Julie Harris, Richard Kiley
- 1972-1973 : Beaucoup de bruit pour rien (Much ado about nothing) de William Shakespeare, avec Barnard Hughes, Sam Waterston
- 1972-1974 : That Championship Season de Jason Miller, avec Charles Durning, Richard A. Dysart, Paul Sorvino
- 1973 : No Hard Feelings de Sam Bobrick et Ron Clark, avec Eddie Albert, Stockard Channing, Nanette Fabray, Conrad Janis
- 1973 : Boom Boom Room de David Rabe (en), avec Charles Durning, Robert Loggia
- 1973-1974 : Find your Way Home de John Hopkins, avec Jane Alexander, Michael Moriarty, Lee Richardson
- 1973-1974 : The au Pair Man de Hugh Leonard, avec Charles Durning, Julie Harris
- 1974 : An American Millionaire de Murray Schisgal, avec Bob Dishy, Paul Sorvino
- 1974 : Short Eyes (en) de Miguel Piñero
- 1974 : Mert & Phil d'Anne Burr, avec George Dzundza
- 1974-1975 : La Danse de mort (Dance of Death) d'August Strindberg, adaptation d'A.J. Antoon, avec Hector Elizondo, Robert Shaw
- 1974-1975 : In Praise of Love de Terence Rattigan, avec Julie Harris, Rex Harrison, Martin Gabel
- 1975 : Une maison de poupée (A Doll's House) d'Henrik Ibsen, adaptation de Christopher Hampton, avec Liv Ullmann, Sam Waterston
- 1975 : Little Black Ship d'Anthony Scully, avec Ken Howard
- 1975 : Trewlany of the 'Wells' d'Arthur Wing Pinero, avec Walter Abel, Jeffrey Jones, John Lithgow, Mandy Patinkin, Meryl Streep
- 1976 : Mrs. Warren's Profession de George Bernard Shaw, avec Ruth Gordon, Philip Bosco, Edward Herrmann, Lynn Redgrave, Milo O'Shea
- 1976 : The Belle of Amherst de William Luce, d'après la vie d'Emily Dickinson, avec Julie Harris
- 1976 : The Eccentricities of a Nightingale de Tennessee Williams, avec Nan Martin, Betsy Palmer, David Selby
- 1979 : Break a Leg d'Ira Levin, avec Julie Harris, René Auberjonois, David Margulies, Jack Weston
- 1980 : Clothes of a Summer Hotel de Tennessee Williams, mise en scène de José Quintero, avec Geraldine Page
- 1982 : Les Revenants (Ghosts) d'Henrik Ibsen, adaptation d'Arthur Kopit, mise en scène de John Neville, avec Ed Binns, John Neville, Liv Ullmann, Kevin Spacey
- 1982 : Potiche (A Little Family Business) de Pierre Barillet et Jean-Pierre Grédy, adaptation de Jay Presson Allen, avec Angela Lansbury
- 1983 : Les Amants terribles (Private Lives) de Noël Coward, avec Richard Burton, Elizabeth Taylor, John Cullum
- 1983 : The Corn is green d'Emlyn Williams, avec Cicely Tyson, Peter Gallagher, Marge Redmond
- 1987 : L'esprit s'amuse (Blythe Spirit) de Noël Coward, avec Richard Chamberlain, Blythe Danner, Geraldine Page
- 1994 : The Flowering Peach de Clifford Odets, avec Eli Wallach
- 1995 : L'École de la médisance (The School for Scandal) de Richard Brinsley Sheridan
- 1996 : À torts et à raisons (Taking Sides) de Ronald Harwood, avec Ed Harris, Daniel Massey (adaptée au cinéma en 2002)
- 1997 : Les Trois Sœurs (The Three Sisters) d'Anton Tchekhov, adaptation de Lanford Wilson, avec Eric Stoltz, Jeanne Tripplehorn
- 2000 : The Best Man de Gore Vidal, reprise, avec Elizabeth Ashley, Charles Durning, Spalding Gray, Michael Learned, Chris Noth

### Comédies musicales
(ou autre genre musical, le cas échéant)
- 1959 : The Nervous Set, musique, arrangements et direction musicale de Tommy Wolf, lyrics de Fran Landesman, livret de Jay Landesman et Theodore J. Flicker, avec Tom Aldredge, Barry Primus, Larry Hagman
- 1962 : I Can Get It for You Wholesale (en), musique et lyrics d'Harold Rome, livret de Jerome Weidman, mise en scène d'Arthur Laurents, chorégraphie d'Herbert Ross, avec Marilyn Cooper, Elliott Gould, Jack Kruschen, Barbra Streisand
- 1962-1963 : Mr. President, musique et lyrics d'Irving Berlin, livret d'Howard Lindsay et Russel Crouse, mise en scène de Joshua Logan, avec Nanette Fabray, Robert Ryan
- 1964 : Anyone Can Whistle, musique et lyrics de Stephen Sondheim, livret et mise en scène d'Arthur Laurents, chorégraphie d'Herbert Ross, avec Harry Guardino, Angela Lansbury, Lee Remick
- 1965-1966 : Skyscraper, musique de Jimmy Van Heusen, lyrics de Sammy Cahn, livret de Peter Stone, d'après la pièce Dream Girl d'Elmer Rice, chorégraphie de Michael Kidd, avec Julie Harris
- 1966 : A Time for singing, musique de John Morris, lyrics et livret de Gerald Freedman et John Morris, d'après le roman Qu'elle était verte ma vallée (How green was my Valley) de Richard Llewellyn, avec Laurence Naismith
- 1967-1968 : Illya Darling, musique de Mános Hadjidákis, lyrics de Joe Darion, livret (et mise en scène) de Jules Dassin, d'après son film Jamais le dimanche (Ποτέ την κυριακή ; 1960), décors d'Oliver Smith, avec Melina Mercouri, Orson Bean
- 1969 : Billy, musique et lyrics de Ron Dante et Gene Allan, livret de Stephen Glassman, d'après le roman Billy Budd d'Herman Melville, avec John Beal, Laurence Naismith
- 1971-1973 : Les Deux Gentilshommes de Vérone (Two Gentlemen of Verona), musique de Galt MacDermot, lyrics de John Guare, livret de John Guare et Mel Shapiro, d'après la pièce homonyme de William Shakespeare, avec Raúl Juliá, Stockard Channing, Jeff Goldblum
- 1973 : Nash at Nine, revue, musique de Milton Rosenstock, lyrics et livret d'Ogden Nash, avec E. G. Marshall
- 1975-1990 : A Chorus Line, musique de Marvin Hamlisch, lyrics d'Edward Kleban, livret de James Kirkwood Jr. et Nicholas Dante, avec Kelly Bishop
- 1976-1977 : L'Opéra de quat'sous (Threepenny Opera), opéra (ou "pièce avec chant"), musique de Kurt Weill, lyrics et livret de Bertolt Brecht, avec Raúl Juliá
- 1977-1983 : Annie, musique de Charles Strouse, lyrics de Martin Charnin, livret et mise en scène de Thomas Meehan, d'après Little Orphan Annie d'Harold Gray, avec Dorothy Loudon, Reid Shelton
- 1978-1979 : Ballroom, musique de Billy Goldenberg, lyrics d'Alan et Marilyn Bergman, livret de Jerome Kass, avec Dorothy Loudon, Vincent Gardenia, Marilyn Cooper
- 1979 : The Grand Tour, musique et lyrics de Jerry Herman, livret de Michael Stewart et Mark Bramble, d'après la pièce de Franz Werfel Jacobowski and the Colonel (dans l'adaptation de S.N. Behrman), avec Joel Grey
- 1979 : I remember Mama, musique de Richard Rodgers, lyrics de Martin Charnin, livret de Thomas Meehan, d'après la pièce homonyme d'Elmer Rice, avec Liv Ullmann
- 1979 : The Madwoman of Central Park West, musique et lyrics de divers, livret de Phyllis Newman et Arthur Laurents, mise en scène de ce dernier
- 1980 : Onward Victoria, musique de Keith Herrmann, lyrics et livret de Charlotte Anker et Irene Rosenberg
- 1980-1982 : Barnum, musique de Cy Coleman, lyrics de Michael Stewart, livret de Mark Bramble, mise en scène et chorégraphie de Joe Layton, avec Glenn Close
- 1980-1989 : 42e Rue (42nd Street), musique d'Harry Warren, lyrics d'Al Dubin, livret de Michael Stewart et Mark Bramble, d'après un roman de Bradford Ropes, mise en scène et chorégraphie de Gower Champion, avec Jerry Orbach, Tammy Grimes (remplacée par Elizabeth Allen en 1983)
- 1981-1983 : La Femme de l'année (Woman of the Year), musique de John Kander, lyrics de Fred Ebb, livret de Peter Stone, d'après le film homonyme de 1942, avec Lauren Bacall, Harry Guardino, Marilyn Cooper
- 1981-1985 : Dreamgirls, musique d'Henry Krieger, lyrics et livret de Tom Eyen, avec Obba Babatundé, Loretta Devine, Cleavant Derricks
- 1983 : Merlin, musique d'Elmer Bernstein, lyrics de Don Black, livret de Richard Levinson et William Link, mise en scène d'Ivan Reitman
- 1983-1987 : La Cage aux Folles (titre original), musique et lyrics de Jerry Herman, livret d'Harvey Fierstein, d'après la pièce homonyme de Jean Poiret, mise en scène d'Arthur Laurents, avec Gene Barry
- 1984 : The Rink, musique de John Kander, lyrics de Fred Ebb, livret de Terrence McNally, avec Liza Minnelli, Jason Alexander
- 1987 : Dreamgirls (sus-visée), reprise
- 1987-1988 : Teddy & Alice, musique de John Philip Sousa et (additionnelle) de Richard Kapp, lyrics d'Hal Hackady, livret de Jerome Alden, avec Len Cariou
- 1988 : Chess, musique de Benny Andersson et Björn Ulvaeus, lyrics de Tim Rice, livret de Richard Nelson, mise en scène de Trevor Dunn
- 1989-1991 : Gypsy (Gypsy : A Musical Fable), musique de Jule Styne, lyrics de Stephen Sondheim, livret et mise en scène d'Arthur Laurents, d'après les mémoires de Gypsy Rose Lee, chorégraphie originale de Jerome Robbins, reprise, avec Tyne Daly
- 1990-1991 : Oh, Kay !, musique de George Gershwin, lyrics d'Ira Gershwin, livret de Guy Bolton et Pelham Grenville Wodehouse, d'après Madam President (adaptation de la pièce La Présidente de Pierre Veber et Maurice Hennequin), reprise
- 1991 : Nick & Nora, musique de Charles Strouse, lyrics de Richard Maltby Jr., livret et mise en scène d'Arthur Laurents, d'après le roman L'Introuvable (The Thin Man) de Dashiell Hammett et les adaptations au cinéma (la première en 1934), avec Barry Bostwick, Joanna Gleason, Chris Sarandon
- 1991-1993 : Le Jardin secret (The Secret Garden), musique de Lucy Simon, lyrics et livret de Marsha Norman, d'après le roman homonyme de Frances Hodgson Burnett, avec Mandy Patinkin, John Cameron Mitchell
- 1992 : The High Rollers Social and Pleasure Club, revue, musique, lyrics et sketches de divers
- 1997 : Annie (sus-visée), reprise, avec Nell Carter
- 2001 : Follies, musique et lyrics de Stephen Sondheim, livret de James Goldman, reprise, avec Betty Garrett, Blythe Danner, Treat Williams, Marge Champion, Gregory Harrison, Polly Bergen
- 2006-2008 : A Chorus Line (sus-visée), reprise, avec Mario López en 2008

## Filmographie partielle

### Au cinéma
- 1955 : Stella, femme libre (Stélla ; en grec : Στέλλα) de Michael Cacoyannis
- 1960 : Jamais le dimanche (Poté tin kyriakí ; en grec : Ποτέ την κυριακή) de Jules Dassin
- 1960 : Girl of the Night de Joseph Cates
- 1962 : Phaedra de Jules Dassin
- 1964 : Hamlet de Bruce Minnix et Joseph Papp.
- 1964 : Topkapi de Jules Dassin
- 1966 : Big Boy (You're a Big Boy now) de Francis Ford Coppola
- 1966 : The Three Sisters de Paul Bogart
- 1968 : Point noir (Up Tight !) de Jules Dassin
- 1968 : La Sixième Victime (No Way to treat a Lady) de Jack Smight
- 1969 : Dernier Été (Last Summer) de Frank Perry
- 1970 : La Promesse de l'aube (Promise at Dawn) de Jules Dassin
- 1974 : Gatsby le Magnifique (The Great Gatsby) de Jack Clayton
- 1975 : Les Trois Jours du condor (Three Days of the Condor) de Sydney Pollack
- 1976 : Deux Farfelus à New York (Harry and Walter go to New York) de Mark Rydell
- 1976 : Network : Main basse sur la télévision (Network) de Sidney Lumet
- 1977 : Les Faux-durs (Semi-Though) de Michael Ritchie
- 1978 : Furie (The Fury) de Brian De Palma
- 1978 : Les Yeux de Laura Mars (Eyes of Laura Mars) d'Irvin Kershner
- 1979 : The Rose de Mark Rydell
- 1979 : Le Champion (The Champ) de Franco Zeffirelli
- 1980 : De plein fouet (The First Deadly Sin) de Brian G. Hutton
- 1980 : Rien n'arrête la musique (Can't Stop the Music) de Nancy Walker
- 1980 : Les Âges du cœur (Circle of Two) de Jules Dassin
- 1980 : Changement de saisons (A Change of Seasons) de Richard Lang
- 1980 : L'Amour à quatre mains (Loving Couples) de Jack Smight
- 1981 : Riches et célèbres (Rich and Famous) de George Cukor
- 1982 : Monsignor de Frank Perry
- 1982 : Annie de John Huston
- 1984 : SOS Fantômes (Ghostbusters) d'Ivan Reitman
- 1987 : Éclair de lune (Moonstruck) de Norman Jewison
- 1989 : Nous ne sommes pas des anges (We're no Angels) de Neil Jordan
- 1990 : Stanley & Iris de Martin Ritt
- 1991 : Larry le liquidateur (Other People's Money) de Norman Jewison
- 1992 : La Loi de la nuit (Night and the City) d'Irwin Winkler
- 1993 : Les Valeurs de la famille Addams (Addams Family Values) de Barry Sonnenfeld
- 1994 : La Surprise (Milk Money) de Richard Benjamin
- 1996 : Le Club des ex (The First Wives Club) de Hugh Wilson
- 1996 : Leçons de séduction (The Mirror has Two Faces) de Barbra Streisand
- 1996 : Mrs. Winterbourne de Richard Benjamin

### À la télévision
Téléfilms
- 1971 : Hogan's Goat de Glenn Jordan
- 1974 : Après la chute (After the Fall) de Gilbert Cates
- 1982 : Alice at the Palace d'Emile Ardolino
- 1995 : Un tramway nommé Désir (A Streetcar named Desire) de Glenn Jordan

## Distinctions (sélection)
Au théâtre
- Trois Tony Awards des meilleurs costumes gagnés :
  - 1977 pour Annie
  - 1980 pour Barnum (comédie musicale) ;
  - 1984 pour La Cage aux folles (comédie musicale) ;

(+ 12 autres nominations, entre 1961 et 2001).
- Cinq Drama Desk Awards des meilleurs costumes gagnés :
  - 1970 pour Peer Gynt
  - 1972 pour Les Deux Gentilshommes de Vérone (comédie musicale) (en)
  - 1973 pour Beaucoup de bruit pour rien
  - 1981 pour 42e Rue (comédie musicale)
  - 1984 (30e cérémonie) pour La Cage aux Folles

(+ quatre autres nominations, entre 1976 et 1982).
Au cinéma
- Oscars 1975 : meilleurs costumes pour Gatsby le Magnifique

(+ deux autres nominations — catégorie noir et blanc —, en 1961 pour Jamais le dimanche, et en 1963 pour Phaedra).
- BAFTA 1975 : meilleurs costumes pour Gatsby le Magnifique